# 根本陸夫
根本 陸夫（ねもと りくお、1926年11月20日 - 1999年4月30日）は、茨城県那珂郡東海村出身（水戸市生まれ）のプロ野球選手（捕手）・コーチ・監督・実業家、解説者。
引退後は近鉄バファローズコーチ、広島東洋カープコーチ・監督、クラウンライター→西武ライオンズ監督、福岡ダイエーホークス監督の他、西武ライオンズ球団管理部長、福岡ダイエーホークス代表取締役専務・代表取締役社長と、球団フロントの要職を歴任した。
ニックネームは「球界の寝業師」、ドラフト会議やトレードで辣腕を振るい、その仕事ぶりは「根本マジック」（#根本マジック参照）、「黄金時代の陰に根本あり」とも称された。肩書きこそ違ったが、事実上のGMとしてその敏腕ぶりを発揮。本人は「私はつなぎ監督なので」と話す通り、監督ながら黒子役に徹することが出来る奇特な存在で、必ず自ら監督を務めて土台を作り、勝てる監督にチームを手渡し、手掛けた3球団すべてを常勝軍団に仕立て上げた。監督としては目立った成績を残せず、在任期間も短かったものの、広島、西武グループ買収後のライオンズ、福岡移転後のホークスの初優勝の土台を築いた。横浜大洋ホエールズ、ヤクルトスワローズの監督を歴任した関根潤三とは日大三中時代からの親友で、選手・コーチ（途中スカウト）を通じて近鉄パールス→近鉄バファロー→近鉄バファローズに在籍。
大正生まれとしては最後のプロ野球監督経験者である。

## 人物・経歴

### プロ入りまで
水戸の資産家に生まれ、石神村に育つ。父・時之助は水戸で商売を営んでいたが、根本が生まれてからは祖父の事業を継承するために石神村に転居。石神村の村長となり、隣接する村松村と合併しても村長を2期務め、在任中に日本原子力研究所の誘致を決めた。根本は祖父から「いずれ根本家を支える人物」として目をかけられ正教の幼児洗礼を受けた。さらに祖父は学問好きだったので根本にも勉強家になることを期待し、石神村内の小学校から将来を考え、水戸市立三の丸小学校に転校させて若手弁護士を家庭教師としてあてがうが、それが根本と野球を結びつけることとなる。この弁護士が大変な野球好きで、2人で城跡でキャッチボールをしたり、中等野球や東京六大学野球の話をよく根本に聞かせた。また、帰宅後に根本は当時地方では珍しかったコンクリート2階建ての実家の壁にボールをぶつけて1人でも楽しんだため、このことによって病弱であった根本が頑健な青年となった。小学校卒業後は旧制茨城中学校に進学するも、放校処分となって旧制日大三中に転校。恩師・藤田省三監督に出会い、関根と共に指導を受けた。終戦後は旧制日本大学予科で野球を再開し、田宮謙次郎とバッテリーを組む。東都大学野球リーグでは1946年春季で2位に入り、自身は同年秋季に首位打者を獲得するなど活躍したが、一時立教大学にも「入っていた」ことが発覚して出場停止処分が下された。この「入っていた」というのが立教に入学してプレーしたのか、単に野球部のセレクションを受けた程度だったのか真相は不明である。この出場停止処分中に、母校・日大三中の監督から法政大学の監督に就任していた藤田に引き取られて法大へと進み、関根と再びバッテリーを組む。東京六大学野球リーグでは1948年秋季で優勝を飾った。この時期は硬派学生として暴れまわり、後に安藤組を興す安藤昇と知り合う。

### 現役時代
大学卒業後はコロムビアを経て、1952年に藤田が監督を務める近鉄パールスへ入団。開幕から先発マスクを被り、シーズン後半は故障もあって失速するが36試合に先発出場。関根を筆頭に投手を気分良く投げさせる捕手として評判であったほか、抜群の記憶力は投手陣にも首脳陣にも頼りにされた。
1953年は正捕手として起用される。
1954年には多田文久三、原勝彦に定位置を譲る。
1955年から1956年にかけては藤田の後任でプロ経験のない芥田武夫監督をサポートし、主に根本が投手のローテーションを決めていた。
1957年引退。

### 現役引退後
引退後も近鉄に残ってスカウト、二軍マネージャー、二軍コーチを務めた。現役時代に小玉明利が入団テストを受けた際、根本は芥田に「ぜひ採用すべきだ」と進言したが、芥田は朝日新聞運動部長から前年途中に監督になったばかりで「高校中退させるには……」と躊躇した。だが根本は「3年まで待つと他球団に取られる」として強引に口説いた。スカウトとして徳久利明、土井正博を担当。別当薫監督と共に「18歳の4番打者」土井を育て上げた。土井は「別当さんと根本さん、僕はふたりに育ててもらったんですよ」「自分がスカウトして入団してきた選手が迷わないように道をつけてくれました。大学や社会人出身の選手は、ある程度、プロとはどういう世界かわかりますけど、高校から入ってきた選手は右も左もわからないでしょ。そこで迷わないようにしてくれたのが根本さん」と述べている。
退団後は近鉄の佐伯勇オーナーから今後について尋ねられ、スカウト時代から友人を通じて顧問格になっていた鉄鋼を扱う会社に転職しようと告げていた。しかし、前述の日大野球部での停止処分中に母校日大三中で監督を務めたが、その教え子の中に後にヤクルト球団参与を務める村上宏がいた。村上の父は閣僚経験者でもある村上勇であり、その勇に見込まれた根本は産経新聞社長の水野成夫と親交を結んだ。さらに水野の友人である東洋工業の松田恒次に紹介された。
1967年、広島カープの長谷川良平が監督を務める同球団コーチに就任。上田利治は当時の同僚コーチ。
1968年、チームは「広島東洋カープ」として運営形態が変更されることになり、根本はその新体制で監督に就任。オーナーの松田恒次から「シーズン全敗でもかまわないからチームの基礎作りを」と要望される。根本はコーチに小森光生、岡田悦哉ら優秀なコーチを招聘し、2軍のスタッフを強化。阪神タイガースから山内一弘を獲得し、選手には猛練習を課した。また食事面でも制限を加える措置をとるなどして、安仁屋宗八が23勝、外木場義郎が21勝、衣笠祥雄が打率.276、21本塁打をマークし、一躍主軸打者になった。この年、68勝62敗の3位となりカープ球団創設以来初のAクラスに導く。
1969年には最下位に転落する。
1970年にはヘッドコーチとして関根潤三、内野守備コーチとして広岡達朗を招聘した。
1971年は勝率5割以上の4位と健闘し、この間に衣笠、山本浩二、水谷実雄、三村敏之らを育成、後の「赤ヘル黄金時代」の礎を築いた。
1972年、球団初の海外キャンプ（米アリゾナ州ツーソン市）での調整の失敗もあって、6月に休養の名目で辞任に追い込まれた。退団後もチームづくりで広島の球団オーナーの相談に乗っている。山本浩二は広島の監督に就任した1988年秋のキャンプで、「胃から汗が出る」と達川光男が音を上げたほどの猛練習を行った。前年リーグ最下位だったチーム打率.244がリーグ1位の.271とリーグトップになり、「おれが厳しくやったのも、根本さんに厳しく鍛えられ、後になって『よかった』と思ったから。いいものを受けて、次にいい形で渡す。それが球団の流れをつくるんだ」と述べている。当時は風貌や闘将ぶりから、「若親分」と呼ばれていた。素質がありながらも趣味の自動車運転に没頭していた衣笠祥雄に対し「そんなに自動車が好きなら車工場に転職するか？」と迫り自動車運転を禁止させるなど私生活でも厳しい管理を見せた。

#### クラウン・西武時代
広島退団後は、鉄鋼業を友人と営む傍ら朝日放送解説者（1973年 - 1977年）を務めていた。
1976年には新日鐵堺の臨時コーチを務め、入社直後の尾花髙夫を指導し、投球練習を見ると「そんなフォームで投げとっては、早いボールも変化球も投げられん」と指摘した。尾花は「教わったのは左肩を下げる独特の投げ方だ。キャッチボールを3時間くらいやって試合になったらブルペンでずっと投球練習。これが役になった。高校時代はアーム式だった腕の振りが肘から先を使えるようになりスピードも上がった。いいタイミングでいい指導をしていただいた。」と述べている。1977年オフには俳優に転向していた安藤昇から「クラウンライターライオンズの仕事を手伝ってくれ」という電話が入った。球団関係者ではなく友人の安藤からの要請に根本は戸惑ったが、「球団から正式に要請がきたら受諾してほしい」とクラウンライターの幹部と親しい安藤が根回しをしてきたと根本は理解。
1978年に坂井保之球団社長から招聘されクラウンライターの監督に就任。ここでも就任直後から選手に猛練習を課して低迷するチームの建て直しを図ろうとするが、春季キャンプ初日に江田孝コーチがグラウンドで体調不良を訴え、病院へ運ばれたが、そのまま死去。再起を期したばかりの悲劇に、選手達は必死に前を向いたものの、投手陣にはアクシデントが続いた。エースの東尾修は右脇腹を痛め、速球派右腕の浜浦徹が血行障害で離脱、前年には先発としても活躍して9勝を挙げていた永射保は肝炎に苦しむ。さらに、シーズン中にもかかわらず、絶えず身売りの噂がささやかれたが、そんなチームの起爆剤として打線が奮起する。根本の積極的な起用も打線を活気づけ、開幕戦では2年目の立花義家を3番打者に抜擢。立花は「19歳の三番打者」と騒がれ、その後は打順こそ2番に回ったものの、右翼のレギュラーに定着。かつて近鉄で“18歳の四番打者”と言われた土井正博は、新たに「34歳の四番打者」として5月14日の日本ハム戦（後楽園）から6試合連続本塁打でパ・リーグ記録に並び、通算400本塁打にも到達した。中日ではトラブルメーカーであったウィリー・デービスも3番打者として機能し、真弓明信も初めて1番打者としてレギュラーとなり、前年の外野から本職の遊撃に戻って本領を発揮する。そんな真弓と、指名打者として打率.303でリーグ9位の土井がベストナインに選ばれた。投手陣では、東尾が徐々に調子を上げて、近鉄の鈴木啓示と最多勝を争う奮闘。最終的にはタイトルこそ逃したものの23勝を挙げて自身2度目の20勝をクリアしたが、東尾に続いた山下律夫が6勝、五月女豊が2勝という投手陣では長期戦を勝ち残れなかった。前期は4位に滑り込んだものの、後期は9月に10連敗を喫するなど5位。シーズン通算でも3年連続Bクラスの5位に終わった。球団の西武への売却、そして本拠地の移転が報じられたのは10月12日、正午のことであった。2年連続最下位のチームを率いたが5位に終わり、同年シーズン終了後に国土計画の堤義明社長が球団を買収し球団名が西武ライオンズに変更される。根本はそのまま監督として球団に残留、新生西武ライオンズ初代監督となる。
西武監督時代は球団管理部長も兼任してフロントの責任職に就任し、西武球団代表の坂井、球団スカウト部長の浦田直治らと共にチーム作りを急速に進めていった。新生西武の1978年のドラフト会議で森繁和を1位に指名。巨人とドラフト外で松沼博久・雅之の松沼兄弟の争奪戦を制して獲得に成功。そして阪神から田淵幸一・古沢憲司を、ロッテから山崎裕之をトレードで獲得。さらにロッテを自由契約となった野村克也も獲得。
1979年の春季キャンプはアメリカのフロリダで2か月近くにわたって実施する。上記の戦力補強ぶりから戦前の西武の評価はまずまずだったが、開幕から12連敗を記録し、結局1979年は最下位に終わる。飯田徳治、別当に次いで史上3人目の両リーグ最下位監督となった。
1980年の後期ペナントレースでは近鉄、ロッテ、日本ハムと優勝争いを演じ話題となる。1980年のドラフト会議で石毛宏典、岡村隆則、杉本正、安部理の4名を指名し獲得。ドラフト外で秋山幸二を巨人等との争奪戦の末に獲得に成功。そして、当時熊本工業高校の定時制に通学していた伊東勤を所沢高等学校に転校させ、西武の練習生とした。翌年のドラフト会議で西武は伊東を1位指名した他、プロ入りを拒否して社会人野球・熊谷組への入社が内定していた名古屋電気高の工藤公康を6位で指名し、説得の末入団にこぎつけた。
1981年限りで監督を退任して管理部長に専任。そして後任監督として、かつて広島での仲間だった広岡を招聘する。また、ヘッドコーチとして森昌彦も招聘した。こうして根本は、オーナーの堤に「私は何も現場のことは分からないから全部根本さんに任せてある」と言わしめるほどの実質的なGMとして西武黄金時代を築いていくこととなる。ちなみに長嶋茂雄にも声をかけていたという。
広岡は1982年、1983年とライオンズを連続日本一に導く。特に1983年の巨人との日本シリーズは「球界の盟主の座を賭けた決戦」と喧伝され、巨人を4勝3敗で破った。こうして西武ライオンズの快進撃は全国的に有名となるが、根本は監督の広岡とチームの補強方針を巡って対立するようになる。そして夕刊紙などに広岡のチーム批判とも取れるコメントが掲載されるようになり、両者の溝が深くなっていった。
1984年は3位に終わる。
1985年は再びリーグ優勝する。しかし日本シリーズは阪神に2勝4敗で敗れた。シリーズ終了後、広岡は健康面での不安を理由に辞任する。
広岡の後任には、オーナーの堤は後任監督に田淵を望んでいたが根本が「今の西武は人気監督を据えるより、半永久的に優勝争いができるしっかりとした球団作りが大事。勝てる野球ができる人で加えて西武の流れを熟知している人。それでいて広岡野球の次の段階に進めることのできる人」という理由で1984年にヘッドコーチを辞任していた森が監督に就任した。1985年のドラフト会議では、最大の目玉だった清原和博を根本自身がくじを引き当て1位指名に成功。清原はこの後4番打者として活躍。森は、1986年から1994年までの間でリーグ優勝を逃したのが1989年のみ、6度の日本一に輝くなど西武ライオンズの黄金時代を築いていった。1989年シーズン途中で一軍打撃コーチの土井正博が麻雀賭博で逮捕され、球団代表の坂井が解任される。坂井は翌年福岡ダイエーの球団代表に就任する。

#### ダイエー時代
1993年、中内㓛から招聘され西武を退団し、福岡ダイエーホークスの代表取締役専務兼監督に就任。チームは南海時代の1978年からずっとBクラスを低迷しており、根本は西武ライオンズに似た方法でチーム再建を進めていった。現場復帰となった1993年は最下位に終わるが、吉永幸一郎の成長や下柳剛、木村恵二らリリーフ陣が台頭した。特に下柳は長く現役生活を続けることができたのは根本のお蔭であると述べている。シーズン終了後は秋山幸二・渡辺智男・内山智之と佐々木誠・村田勝喜・橋本武広の交換トレード「世紀のトレード」を敢行。また同年から実施されたフリーエージェント制度（FA）で阪神から松永浩美を、同じく同年から実施された逆指名制度でのドラフト会議で小久保裕紀、渡辺秀一を獲得。
その1994年は、開幕から好調で8月後半頃まで優勝争いに加わった。結局、4位に終わったものの、貯金9で17年ぶりに勝率5割を超え、2位とのゲーム差は0だった。
1994年限りで監督を退任して専務に専念。後任監督として王貞治を招聘した。ドラフトでは駒澤大学進学が内定していた城島健司を獲得し、西武のエース投手であった工藤をFAで獲得。西武監督就任が報道されていた石毛も獲得するなど、「寝業師」ぶりを存分に発揮した。
12年ぶりの現場返り咲きとなったダイエー監督時代は、往年の若親分と呼ばれた熱血ぶりは影をひそめ、風貌も寝業師の異名にそぐわない雰囲気で、マウンドに行く途中に足がもつれてつまづくシーンがテレビの『プロ野球珍プレー・好プレー大賞』などで放映されるなどしていたが、それでもときには激しく抗議し退場処分を受けたこともあった。また西武時代は、広岡や森といった管理野球の信奉者を監督に据えていたにもかかわらず2番にカズ山本を起用したり、藤本博史をセカンドで起用するなど大胆な采配を時として行い、秋山幸二によると、あまり細かいサインは出さなかったという。
吉武真太郎・小久保裕紀・渡辺秀一・城島健司・藤井将雄・斉藤和巳・佐久本昌広・井口忠仁・松中信彦・柴原洋・倉野信次・永井智浩・篠原貴行・星野順治などをドラフトで獲得し、福岡移転後の初優勝および現在に至る地元人気の土台を築いた。また、松永浩美・廣田浩章・武田一浩・田村藤夫・長冨浩志・西村龍次・山崎慎太郎など他球団で活躍したベテラン選手を補強している。また、西武時代同様ケビン・ライマー、ケビン・ミッチェルなどの現役大リーガー選手の獲得に尽力した。
1999年1月には専務から社長に昇任するが、3か月後の4月30日に急性心筋梗塞のため72歳で死去した。その年、ダイエーは大阪市から福岡市への本拠地移転11年目にしての初優勝を飾った。同年のシーズン中には根本の遺影がベンチに掲げられ、優勝時の胴上げでは選手が代わる代わる遺影を掲げた。根本は日本ハリストス正教会（キリスト教・正教会）信徒であったため、遺骨は同教会本部のある東京・神田ニコライ堂に安置されている。福岡ダイエーホークス初優勝の際、初優勝翌日、中内功オーナーと王貞治監督から直筆の感謝の手紙が妻のもとに送られてきたという。
2001年に野球殿堂入りした。

## 監督・球団経営者として
- 11シーズン監督を務めたが、2年目以降は全てBクラスであった[5]。しかしチームの基礎を作り上げる手腕への評価が高く、全3球団において、根本が監督を退いたあと数年以内に黄金時代を築いている[5]。監督としてただチームの采配を振るだけでなく、自ら球団経営・チーム編成にも関わり、西武時代からは編成の最高責任者として活躍した。
- 退団した選手の再就職先を斡旋するなど、選手の第2の人生に関する面倒をみた。引退後の選手にとって、球団に指導者やスタッフとして残れたり、解説者・評論家に就任出来るのはほんの一握りであり、野球選手は人生の大半を野球のみに費やしていることもあって一般企業へ再就職するのは狭き門である。根本は積極的に再就職を世話し、それが無理ならグループ企業に引き取ってもらったこともあった。恩義に感じていた元選手から根本へ、地方の素質のある無名の選手の情報提供もあったという。西武時代は辞めた選手全員に毎年西武球場がフリーパスとなる「家族証」を送った。
- 人脈が幅広く、そのネットワークは「政財界から裏社会にまで通ずる」とも囁かれ[5]、「根本人脈」は5,000人とも、1万人ともいわれた。近藤唯之はシンガポールに講演に行った際、根本の知り合いだという人物がシンガポールにまでいたことに驚き、その人脈の広さにびっくりしたという。
- 西武時代はほとんどマスコミには姿を現さず、その行動が水面下に潜り把握できないことから特殊潜航艇とも呼ばれた[26]。取材してもほとんど抽象的な話しかしなかったので[注 3]、「管理部長の通訳が要る」と言われることもあった。これは根本のかなり慎重な性格なせいでもあり、根本を生前取材していた浜田昭八は、ペンと紙を目の前に出すと本音を言わないので、いつも根本がいないところで思い出しながら取材メモを取ったという。ダイエー時代は西武時代とは違って取材にも積極的に応じたが、話術が抽象的なのは相変わらずだったので、地元マスコミからは「言語大量、意味不明」と揶揄されていた。[要出典]
- 王監督に対して「世界の王」として一歩引いた眼で見ていた選手達に対し、1999年キャンプイン直前、必勝祈願に訪れた福岡市の筥崎宮で、「お前たちは何を構えているんだ。世界の王と言われる監督も昔はラーメン店の息子。お前たちとなんら変わりはないんだぞ」と発言、選手の呪縛を解いたという[27]。
- 大道典良は「根本さんは一軍に固定してくれた恩人」と著書に記している[28]。
- 伊原春樹は「根本さんは親分肌で人心掌握において有能な方で、指導者のなんたるかを教えていただきました」と著書に記している[29]。まず、「選手を指導しなくてもいいから、しっかり見ておけ」ということ[29]。「選手はいいものを持ってプロに入ってきたのだから、最初はむやみに構うな。特に新人に関しては、じっくり観察することから始める」これは伊原が後に読んだ様々な書物の中でも同様の指導法が記してあり、「なるほど」と思わされた事の一つだったと著書に記している[29]。
- 八木沢荘六は「送りバントなどをほとんどしなかったですし、例えば打撃の調子が上がらなかった立花義家も辛抱強く中軸で使い続けていました。投手起用もそう。勝利にこだわって何人もつぎ込むことはせず、打たれても簡単には交代させない。根本さんにその意図を聞いたところ、まずはチームとしての地盤を作り、その上で、勝てる監督を後任にしたいのだと。勉強になるなあと感心しました」と語っている[30]。
- 関根潤三は著書で「あいつの真価が発揮されたのは監督を辞めた後のチーム作りだよねぇ。編成のトップとして、西武の黄金時代を築き、福岡でのホークスの土台を作った。大胆な補強と他球団の裏をかくドラフト戦略でそれまで巨人中心の球界の勢力図を塗り替えちゃったんだから[31]。僕はプロで監督をやるとは思いもしなかった。根本もそうだった思う。でも二人とも監督として成功したとは言えないな。チームを優勝に導いた経験がないんだから。僕と根本はある部分似ている。監督には勝つために野球をするタイプと選手を育てるタイプがいるけど僕らは明らかに後者。これは僕らの恩師である藤田さんの影響だろうね。藤田さんは勝つことより育てることを最優先した指導者だった。根本は選手として非常に不器用で一つの技術を身につけるのに人の何倍も時間がかかった。だからだろうね、自分が指導者になっても選手の気持ちがよくわかった。情が深い。育てられなかったら、それは自分の責任だと考えていた。おまけにその選手の引退後の世話までしてたんだから。あいつと話してて、選手の悪口聞いたことなかったね」と記している[32]。
- 福岡時代のライオンズ監督時代の近鉄戦で、土井正博が佐々木恭介に「おい、恭介、なんで試合に出ないんや。（根本）監督がウチに来ないかと言ってるぞ」[33]と話し、実際に根本は近鉄の西本幸雄監督に佐々木のトレードを申し込んだ[33]。その後佐々木はすぐにスタメンで使われるようになって、その年首位打者を獲得[33]。根本は死ぬまで佐々木に「恭介、俺のおかげやからな」と話していたという[33]。
- 落合博満が引退の翌年、解説者として春のキャンプを取材した際、球団代表だった根本は「落合、現役が終わって次は監督、コーチになるなぁ」と話しかけた。「いやぁ、そんな物好きはいませんよ」と言う落合に根本は「いや、必ずそういう時代がくる。実績残しているし、そういうのを求める人は必ず現れるから、そうしたらお前、がんばれよ」と告げ、コーチに森繁和を使うと面白いとアドバイスした[34]。落合は2004年に中日監督に就任した際、森を投手コーチとして招聘し、森はバッテリーチーフコーチ、ヘッドコーチを歴任し、2004年の開幕投手に川崎憲次郎を指名した以外、落合は森に投手起用を一任した[35]。
- 森は2016年9月29日の中日監督就任会見で理想の監督として根本の名前を挙げた[36]。
- 清原和博が西武時代唯一厳しく恐れていた人物で、根本が1992年オフに西武を退団した後は清原に対して注意できる人がいなくなったという[37]。
- 西武時代、自宅に招いた選手に夫人特製のすき焼きが振る舞われていた[38]。割下に牛乳が入る独特の風味で、工藤は「美味しくない」と敬遠して次に呼ばれた時にはステーキが振る舞われたが[38]、大久保博元は20回以上食べた[39]。
- 根本は選手たちにタニマチを作らないよう厳命していた[40]。

## 交友関係
- 旧制日大三中・法大・近鉄で同窓となり、お互いに「ジュンちゃん」と「ネモやん」と呼び合っていた仲である関根潤三は、世間では温厚なイメージが非常に強いが、「関根は本当は絶対怒らせてはいけない奴。あの末恐ろしさは“インテリヤクザ”だよ」と評していた。その根本も上記通り、安藤昇と渋谷でつるんだり、銀座で大暴れしたこともあると言われており、根本が球界の寝技師と呼ばれる大胆な行動を取ることが出来たのは安藤との付き合いによる裏社会の人脈・情報網が影響しているとまで言われた。[要出典]漫画『あぶさん』の中にも血気盛んだった学生時代の根本が描かれている。
- 根本が決定的な悪人になれなかったのは、地方資産家で跡取りとして生まれ育ち、恩師・藤田省三の「人の道からそれるな」という教えがブレーキとなった[要出典]。このことから根本は、藤田のことを生涯尊敬していた。

## 根本マジック
西武・ダイエーのフロント時代、相次ぐ大型トレード成立や大物新人選手の獲得において、球界の内外を驚かせることが非常に多かった。西武時代はドラフト外制度やグループ会社による囲い込みを最大限に活用。ダイエー時代には、当時導入された逆指名制度を最大限に活用し、巨人など他球団との争奪戦を制し、戦力補強を相次いで成功させていた。
意表をついた内容やその寝業師ぶりから、根本が主導する選手補強は「根本マジック」と呼ばれた。

### 西武時代
- 田淵幸一と真弓明信の交換を中心とするトレードを阪神との間で実行（阪神・小津正次郎社長との密室トレード）。
- 松沼博久・雅之兄弟に契約金として2人合わせて1億2000万円[注 4]を提示した巨人に対し、2人合わせて1億5000万円を提示、逆転で兄弟の獲得に成功した[注 5]。戦力補強に加えて、選手の争奪戦で巨人に勝ったという大きな意義を持つ一件となった。
  - 松沼兄弟の争奪戦後、しばらくの間読売系列の新聞・雑誌から西武グループの広告が締め出され、また西武線各駅の売店では読売系列の新聞・雑誌を取り扱わないという、親会社を巻き込んだ遺恨騒動が勃発した（これは松沼兄弟以外に江川事件の影響も大きい）。
  - 巨人はその後も、戦力補強において幾度も根本率いる西武・ダイエーの後塵を拝することになる。
- 石毛宏典をはじめとする、社会人野球（主として西武グループのプリンスホテル）を駆使した囲い込み。
  - 特に1980年のドラフト会議で1位指名された川村一明（阪急指名）と高山郁夫（日本ハム指名）が入団を拒否し、進路をプリンスホテルとした件は球界に衝撃を与えた。
- 伊東勤を熊本県立熊本工業高等学校定時制から埼玉県立所沢高等学校に転校させ、かつ球団職員として採用し囲い込み、翌年ドラフト1位で指名。
- 熊谷組への就職を発表していた工藤公康をドラフト下位で強行指名。説得の末入団させる。これは長年、当事者である工藤自身含めて、すべて根本が積極的に進めたものとして信じられた話であったが、工藤が当時の西武監督だった広岡達朗から2011年に聞いた話として、根本は工藤指名には反対の立場で、積極的に指名しようとしていたのは広岡だったとのことである[41]。広岡自身も、2009年のライオンズ・クラシックのイベントで、工藤のドラフト指名を進言したのは自分であると述べている。
- 森山良二に北九州大学を中退させ、野球部のない飲食業経営のONOフーズ（同社社長が西武スカウトの大学野球部の先輩[42]）に入社させつつ、米国マイナーリーグに日系人のRoymond Tamoriという設定で派遣して[43]実践を積ませながら、他球団にとっては消息不明の選手[42]として手を引かせる（ただし、直前に他球団にマイナーリーグで「西武のユニホームを着た体のいい選手」[42]がプレーしていることを把握されるなどして発覚したため、急遽1位指名[42]）。
- 西武球団のドラフト1位指名候補は長嶋一茂である旨の噂を流させ、間隙を突いて鈴木健をドラフト1位で指名（一茂は大洋との競合の末ヤクルトが指名）。
- 渡辺智男・石井丈裕に怪我の噂を流させ、間隙を突いて両者をドラフト上位で指名。
- 中日の主力選手であった田尾安志や平野謙をトレードで獲得。一方で、西武が囲い込みに失敗した小島弘務を中日がドラフト1位で指名するなど、星野仙一とのパイプを築く。
  - 駒澤大学を中退し、住友金属に入社して活動していた小島を、西武が1989年にドラフト外入団として獲得する。しかし、この入団方法に疑問が呈された結果、大学中退者でありながら、在学期間が短い関係上高卒扱いで登録されていたため、「高卒の社会人野球選手は3年間プロ入りできない」という野球協約に違反しているとされ契約無効になってしまい（在学期間が長い大学中退及び大卒の社会人野球選手は2年間）、同時に西武球団は制裁金50万円と、以降新人及び移籍扱いで小島を獲得することが禁止されるペナルティーが科せられた[44]。しかし根本は小島を見捨てず、翌年3月から3か月にわたり自宅で小島の面倒を見て、野球指導を行い、「プロに入るためではなく一軍で活躍するために練習しろ」と数多くのアドバイスを送った[45]。その後、小島は西武の担当スカウト宅や地元・京都で自主トレを行い、その年のドラフトで中日から指名を受け入団した。
- 台湾球界のエースであった郭泰源を獲得。広島監督時代のコーチ・深見安博を通じた人脈により知り合った郭泰源の一家と密接な関係を築き、台湾で英雄とされる巨人監督の王貞治が直接獲得に動く前に契約を交わした[46]。
- 日高高校中津分校の垣内哲也はプロ野球で2人目の分校出身者（1人目は沼田高等学校武尊分校（現・尾瀬高校）→中日→南海の星野秀孝）で、分校まで網羅した根本の情報網が注目された。その後も同校出身の選手が数名西武に入団している。

### ダイエー時代
- 秋山幸二・佐々木誠を中心とする6人トレードを西武との間で実行[注 6][47]。
- 自分の後継の監督に王貞治を指名。「巨人を家に例えれば、長嶋さんが長男で王さんは二男。通常、二男は家を継げないのでは」と説得して監督就任を承諾させる[48]。
- 西武のエース投手であった工藤公康をFAで獲得する。
- プロ入り拒否宣言を行い、駒澤大学進学が内定していた城島健司を、ドラフト1位で指名。
  - 駒大にも内密でことを進めたため、駒大野球部監督・太田誠は「今後ダイエーに選手を入団させない」と激怒した。根本は駒大ともめることをあらかじめ想定しており、当初スカウトからの指名リストに入っていなかった駒大の本間満も併せて指名している（同ドラフトは巨人と駒大の河原純一争奪戦になっていた）。
- 小久保裕紀・井口忠仁・松中信彦などトップアマチュア選手を、親会社をも動かし、逆指名制度を最大限に駆使して獲得。
- 中日がギリギリまで上位指名で獲得を目指し、井口獲得が絶望的になった際には1位指名候補であった九州共立大学の柴原洋は、「ホークス以外ならばローソン（当時ローソンはダイエーグループ。2002年に野球部は廃部）に入る」と発言。西武・プリンスホテルの関係と同様の方法で囲い込みを図り、逆指名入団の井口・松中に次ぐ3位で指名を実現する。
- その一方で地元九州のノンプロである九州共立大学や三菱重工長崎などとの親交を深め、将来のドラフトに備えた。根本はダイエーでのドラフト戦略において「実力・評価が同じクラスならなるべく九州の選手を優先的に指名する」と指針を示し、選手編成についても地元密着を考えていた。

### 根本マジックの影響と評価
- 根本の手法は他球団も真似るようになった。球団職員としての囲い込みは1989年のドラフトで中日が大豊泰昭（2位指名）で、阪神が中込伸（1位指名）で実施した。特に星野仙一第一次政権時代の中日（1987年 - 1991年）では、進学を表明していた選手の相次ぐ強行指名と翻意の実現や、落合の獲得に代表される積極的なトレードなどで西武とともにシーズンオフにおいて多くの話題を提供した。
- 根本マジックに対する巨人のダメージは大きく、西武時代には松沼兄弟、秋山、郭等の争奪戦に敗れ、ダイエーに移ってからは巨人に有利な制度とされた逆指名制度で小久保・井口などの選手の獲得に失敗するなど、選手獲得において根本が編成を率いる西武・ダイエーに煮え湯を飲まされ続けた。
- 根本の選手獲得策はプロ野球の制度にも影響を及ぼし、1991年いっぱいで支配下選手枠を70名に設定の上で練習生としての契約を禁止、同年秋のドラフト会議以降はドラフト外の選手獲得ができないようになった。
- 2007年3月に発覚した西武球団によるアマチュア選手への金銭供与問題においては、根本がチーム作りに注力した1978年から金銭供与が続いていたことが明らかになった。そのため金銭供与問題は根本のチーム強化策による負の遺産として扱われることもある。
- 渡辺久信は、インタビューで「どこのチームも強くなっている。ただ、監督としては勝っていない。ということは、監督のタイプじゃないんです、あの人は。ある程度、チームをつくり上げて、勝てる監督にバトンタッチする。それって、かっこいいじゃないですか。（中略）そこまでやってのける行動力がすごいと思うから目標なんです」と語り、球団GMとして目標とする人物に根本を挙げている。一方で、当時と現代では時代が異なることから「会社のなかにいる人間としたら、コンプライアンスもありますので。いろんな意味で、出てこられないでしょう」として、根本の手法が現代では通用しないであろうことも指摘している[49]。

## 詳細情報

### 年度別打撃成績
| 年 度     | 球 団     | 試 合 | 打 席 | 打 数 | 得 点 | 安 打 | 二 塁 打 | 三 塁 打 | 本 塁 打 | 塁 打 | 打 点 | 盗 塁 | 盗 塁 死 | 犠 打 | 犠 飛 | 四 球 | 敬 遠 | 死 球 | 三 振 | 併 殺 打 | 打 率 | 出 塁 率 | 長 打 率 | O P S |
| --------- | --------- | ----- | ----- | ----- | ----- | ----- | -------- | -------- | -------- | ----- | ----- | ----- | -------- | ----- | ----- | ----- | ----- | ----- | ----- | -------- | ----- | -------- | -------- | ----- |
| 1952      | 近鉄      | 46    | 92    | 85    | 9     | 16    | 3        | 0        | 2        | 25    | 8     | 1     | 0        | 1     | --    | 5     | --    | 1     | 13    | 1        | .188  | .242     | .294     | .536  |
| 1953      | 近鉄      | 110   | 284   | 257   | 12    | 53    | 4        | 1        | 0        | 59    | 15    | 3     | 2        | 12    | --    | 14    | --    | 1     | 37    | 4        | .206  | .250     | .230     | .480  |
| 1954      | 近鉄      | 10    | 13    | 11    | 0     | 0     | 0        | 0        | 0        | 0     | 0     | 0     | 0        | 0     | 0     | 2     | --    | 0     | 2     | 0        | .000  | .154     | .000     | .154  |
| 1957      | 近鉄      | 20    | 17    | 17    | 0     | 1     | 0        | 0        | 0        | 1     | 0     | 0     | 0        | 0     | 0     | 0     | 0     | 0     | 4     | 0        | .059  | .059     | .059     | .118  |
| 通算：4年 | 通算：4年 | 186   | 406   | 370   | 21    | 70    | 7        | 1        | 2        | 85    | 23    | 4     | 2        | 13    | 0     | 21    | 0     | 2     | 56    | 5        | .189  | .237     | .230     | .467  |

### 年度別監督成績
| 年度       | 年度       | チーム        | 順位       | 試合数 | 勝利 | 敗戦 | 引分 | 勝率 | チーム 本塁打           | チーム 打率             | チーム 防御率           | 年齢                    |                         |
| ---------- | ---------- | ------------- | ---------- | ------ | ---- | ---- | ---- | ---- | ----------------------- | ----------------------- | ----------------------- | ----------------------- | ----------------------- |
| 1968年     | 昭和43年   | 広島          | 3位        | 134    | 68   | 62   | 4    | .523 | 112                     | .224                    | 2.91                    | 42歳                    |                         |
| 1969年     | 昭和44年   | 広島          | 6位        | 130    | 56   | 70   | 4    | .444 | 121                     | .221                    | 3.24                    | 43歳                    |                         |
| 1970年     | 昭和45年   | 広島          | 4位        | 130    | 62   | 60   | 8    | .508 | 108                     | .226                    | 3.00                    | 44歳                    |                         |
| 1971年     | 昭和46年   | 広島          | 4位        | 130    | 63   | 61   | 6    | .508 | 89                      | .233                    | 3.11                    | 45歳                    |                         |
| 1972年     | 昭和47年   | 広島          | 6位        | 47     | 16   | 29   | 2    | .356 | 117                     | .250                    | 3.57                    | 46歳                    |                         |
| 1978年     | 昭和53年   | クラウン 西武 | 5位        | 130    | 51   | 67   | 12   | .432 | 109                     | .268                    | 3.75                    | 52歳                    |                         |
| 1979年     | 昭和54年   | クラウン 西武 | 6位        | 130    | 45   | 73   | 12   | .381 | 140                     | .259                    | 4.60                    | 53歳                    |                         |
| 1980年     | 昭和55年   | クラウン 西武 | 4位        | 130    | 62   | 64   | 4    | .496 | 219                     | .267                    | 4.43                    | 54歳                    |                         |
| 1981年     | 昭和56年   | クラウン 西武 | 4位        | 130    | 61   | 61   | 8    | .500 | 143                     | .267                    | 3.62                    | 55歳                    |                         |
| 1993年     | 平成5年    | ダイエー      | 6位        | 130    | 45   | 80   | 5    | .360 | 75                      | .246                    | 4.22                    | 67歳                    |                         |
| 1994年     | 平成6年    | ダイエー      | 4位        | 130    | 69   | 60   | 1    | .534 | 132                     | .275                    | 4.10                    | 68歳                    |                         |
| 通算：11年 | 通算：11年 | 通算：11年    | 通算：11年 | 1351   | 598  | 687  | 66   | .465 | Aクラス1回、Bクラス10回 | Aクラス1回、Bクラス10回 | Aクラス1回、Bクラス10回 | Aクラス1回、Bクラス10回 | Aクラス1回、Bクラス10回 |

- ※1 1968年から1996年までは130試合制
- ※2 1972年は、開幕から6月15日まで
- クラウン（クラウンライターライオンズ）は、1979年に西武（西武ライオンズ）に球団名を変更

### 表彰
- 野球殿堂競技者表彰（2001年）

### 背番号
- 8 （1952年 - 1957年）
- 40 （1962年 - 同年途中）
- 60 （1962年途中 - 1966年）
- 68 （1967年 - 1972年、1978年）
- 81 （1979年 - 1981年、1993年 - 1994年）

## 関連情報

### 出演番組
- ABCフレッシュアップベースボール - ABCラジオのプロ野球中継の現行タイトル。
- S☆1 BASEBALL - ABCテレビ（1975年3月30日までABCテレビが属していたTBS系列におけるプロ野球中継の現行統一タイトル）
- スーパーベースボール - ABCテレビ（1975年3月31日からABCテレビが属しているNETテレビ→テレビ朝日系列におけるプロ野球中継の現行統一タイトル。同系列の広島ホームテレビにも不定期出演）

### 関連書籍
- 『根本陸夫「勝者」のセオリー：根本式ビジネス32の秘策』（由倉利広著、ベストセラーズ、1995年3月） ISBN 4584182051
- 浜田昭八、田坂貢二『球界地図を変えた男・根本陸夫』日本経済新聞社〈日経ビジネス人文庫〉、2001年。
- 髙橋安幸『根本陸夫伝：プロ野球のすべてを知っていた男』集英社、2016年。ISBN 978-4-08-780799-8。